# Xysticus sikkimus
Xysticus sikkimus là một loài nhện trong họ Thomisidae.
Loài này thuộc chi Xysticus. Xysticus sikkimus được Benoy Krishna Tikader miêu tả năm 1970.